# Commonwealth Games 2010/Schießen
Bei den Commonwealth Games 2010 im indischen Delhi wurden im Schießen 36 Wettbewerbe ausgetragen.
Austragungsort war die CRPF Shooting Range.

## Männer
Anmerkung: GR = Commonwealth Games-Rekord

### Luftpistole 10 Meter
Einzel
| Platz | Land | Sportler         | Punkte     |
| ----- | ---- | ---------------- | ---------- |
| 1     | IND  | Omkar Singh      | 681,8 (GR) |
| 2     | SIN  | Gai Bin          | 676,2      |
| 3     | AUS  | Daniel Repacholi | 674,0      |

Datum:
8. Oktober 2010, 19:00 Uhr
Paare
| Platz | Land | Sportler                   | Punkte |
| ----- | ---- | -------------------------- | ------ |
| 1     | IND  | Omkar Singh Gurpreet Singh | 116342 |
| 2     | ENG  | Nick Baxter Mick Gault     | 114330 |
| 3     | SIN  | Gai Bin Lim Swee Hon Nigel | 113929 |

Datum:
7. Oktober 2010, 15:00 Uhr

### Zentralfeuerpistole 25 Meter
Einzel
| Platz | Land | Sportler       | Punkte |
| ----- | ---- | -------------- | ------ |
| 1     | IND  | Harpreet Singh | 58016  |
| 2     | IND  | Vijay Kumar    | 57420  |
| 3     | SIN  | Lip Poh        | 57419  |

Datum:
10. Oktober 2010, 9:00 Uhr
Paare
| Platz | Land | Sportler                   | Punkte |
| ----- | ---- | -------------------------- | ------ |
| 1     | IND  | Vijay Kumar Harpreet Singh | 115945 |
| 2     | NZL  | Greg Yelavich Alan Earle   | 114035 |
| 3     | SIN  | Gai Bin Lip Poh            | 113940 |

Datum:
9. Oktober 2010, 9:00 Uhr

### Schnellfeuerpistole 25 Meter
Einzel
| Platz | Land | Sportler         | Punkte |
| ----- | ---- | ---------------- | ------ |
| 1     | IND  | Vijay Kumar      | 787,5  |
| 2     | MAS  | Hasli Amir Hasan | 760,3  |
| 3     | IND  | Gurpreet Singh   | 758,7  |

Datum:
8. Oktober 2010, 13:15 Uhr
Paare
| Platz | Land | Sportler                     | Punkte      |
| ----- | ---- | ---------------------------- | ----------- |
| 1     | IND  | Vijay Kumar Gurpreet Singh   | 116248 (GR) |
| 2     | MAS  | Hasli Amir Hasan Hafiz Adzha | 114426      |
| 3     | AUS  | Bruce Quick David Chapman    | 112527      |

Datum:
7. Oktober 2010, 9:00 Uhr

### Standardpistole 25 Meter
Einzel
| Platz | Land | Sportler      | Punkte |
| ----- | ---- | ------------- | ------ |
| 1     | SIN  | Bin Gai       | 57014  |
| 2     | TRI  | Roger Daniel  | 56312  |
| 3     | IND  | Samaresh Jung | 55911  |

Datum:
13. Oktober 2010, 9:00 Uhr
Paare
| Platz | Land | Sportler                              | Punkte |
| ----- | ---- | ------------------------------------- | ------ |
| 1     | SIN  | Gai Bin Poh Lip Meng                  | 111628 |
| 2     | IND  | Samaresh Jung Chandrashekar Chaudhary | 110318 |
| 3     | ENG  | Mick Gault Iqbal Ubhi                 | 109818 |

Datum:
12. Oktober 2010, 9:00 Uhr

### Freie Pistole 50 Meter
Einzel
| Platz | Land | Sportler           | Punkte |
| ----- | ---- | ------------------ | ------ |
| 1     | IND  | Omkar Singh        | 653,6  |
| 2     | SIN  | Gai Bin            | 649,6  |
| 3     | SIN  | Lim Swee Hon Nigel | 644,7  |

Datum:
6. Oktober 2010, 15:30 Uhr
Paare
| Platz | Land | Sportler                   | Punkte |
| ----- | ---- | -------------------------- | ------ |
| 1     | SIN  | Lim Swee Hon Nigel Gai Bin | 109413 |
| 2     | IND  | Omkar Singh Deepak Sharma  | 108719 |
| 3     | TRI  | Roger Daniel Rhodney Allen | 108114 |

Datum:
5. Oktober 2010, 9:00 Uhr

### Luftgewehr 10 Meter
Einzel
| Platz | Land | Sportler       | Punkte |
| ----- | ---- | -------------- | ------ |
| 1     | IND  | Gagan Narang   | 703,6  |
| 2     | IND  | Abhinav Bindra | 698,0  |
| 3     | ENG  | James Huckle   | 693,5  |

Datum:
6. Oktober 2010, 12:00 Uhr
Paare
| Platz | Land | Sportler                    | Punkte       |
| ----- | ---- | --------------------------- | ------------ |
| 1     | IND  | Gagan Narang Abhinav Bindra | 1193105 (GR) |
| 2     | ENG  | James Huckle Kenny Parr     | 117484       |
| 3     | BAN  | Asif Khan Abdullah Baki     | 117378       |

Datum:
5. Oktober 2010, 9:00 Uhr

### Kleinkalibergewehr Dreistellungskampf 50 Meter
Einzel
| Platz | Land | Sportler         | Punkte |
| ----- | ---- | ---------------- | ------ |
| 1     | IND  | Gagan Narang     | 1262,2 |
| 2     | SCO  | Jonathan Hammond | 1255,3 |
| 3     | ENG  | James Huckle     | 1254,9 |

Datum:
9. Oktober 2010, 14:00 Uhr
Paare
| Platz | Land | Sportler                      | Punkte  |
| ----- | ---- | ----------------------------- | ------- |
| 1     | IND  | Gagan Narang Imran Khan       | 2325106 |
| 2     | ENG  | James Huckle Kenny Parr       | 2308105 |
| 3     | SCO  | Jonathan Hammond Neil Stirton | 2308104 |

Datum:
8. Oktober 2010, 9:00 Uhr

### Kleinkalibergewehr liegend 50 Meter
Einzel
| Platz | Land | Sportler         | Punkte |
| ----- | ---- | ---------------- | ------ |
| 1     | SCO  | Jonathan Hammond | 696,9  |
| 2     | AUS  | Warren Potent    | 695,4  |
| 3     | NIR  | Matthew Hall     | 694,1  |

Datum:
13. Oktober 2010, 13:45 Uhr
Paare
| Platz | Land | Sportler                      | Punkte |
| ----- | ---- | ----------------------------- | ------ |
| 1     | SCO  | Neil Stirton Jonathan Hammond | 118174 |
| 2     | ENG  | Mike Babb Richard Wilson      | 117859 |
| 3     | AUS  | Warren Potent David Clifton   | 117464 |

Datum:
12. Oktober 2010, 12:00 Uhr

### Wurfscheibe Trap
Einzel
| Platz | Land | Sportler        | Punkte |
| ----- | ---- | --------------- | ------ |
| 1     | ENG  | Aaron Heading   | 147    |
| 2     | AUS  | Michael Diamond | 146    |
| 3     | IND  | Manavjit Sandhu | 144    |

Datum:
10. Oktober 2010, 15:00 Uhr
Paare
| Platz | Land | Sportler                      | Punkte   |
| ----- | ---- | ----------------------------- | -------- |
| 1     | AUS  | Michael Diamond Adam Vella    | 198 (GR) |
| 2     | IND  | Mansher Singh Manavjit Sandhu | 197      |
| 3     | ENG  | Aaron Heading Dave Kirk       | 193      |

Datum:
8. Oktober 2010, 10:00 Uhr

### Wurfscheibe Doppeltrap
Einzel
| Platz | Land | Sportler       | Punkte   |
| ----- | ---- | -------------- | -------- |
| 1     | ENG  | Stevan Walton  | 190 (GR) |
| 2     | IND  | Ronjan Sodhi   | 186      |
| 3     | IOM  | Timothy Kneale | 186      |

Datum:
7. Oktober 2010, 16:00 Uhr
Paare
| Platz | Land | Sportler                   | Punkte   |
| ----- | ---- | -------------------------- | -------- |
| 1     | ENG  | Stevan Walton Steven Scott | 189 (GR) |
| 2     | IND  | Ronjan Sodhi Asher Noria   | 188      |
| 3     | MAS  | Benjamin Khor Seng Khor    | 185      |

Datum:
6. Oktober 2010, 10:00 Uhr

### Wurfscheibe Skeet
Einzel
| Platz | Land | Sportler           | Punkte |
| ----- | ---- | ------------------ | ------ |
| 1     | ENG  | Richard Brickell   | 144    |
| 2     | CYP  | Georgios Achilleos | 144    |
| 3     | CYP  | Andreas Chasikos   | 143    |

Datum:
13. Oktober 2010, 15:00 Uhr
Paare
| Platz | Land | Sportler                            | Punkte |
| ----- | ---- | ----------------------------------- | ------ |
| 1     | CYP  | Georgios Achilleos Andreas Chasikos | 194    |
| 2     | CAN  | Jason Caswell Richard McBride       | 191    |
| 3     | ENG  | Richard Brickell Clive Bramley      | 191    |

Datum:
11. Oktober 2010, 10:00 Uhr

## Frauen
Anmerkung: GR = Commonwealth Games-Rekord

### Luftpistole 10  Meter
Einzel
| Platz | Land | Sportler           | Punkte |
| ----- | ---- | ------------------ | ------ |
| 1     | MAS  | Pei Ng             | 481,9  |
| 2     | IND  | Heena Sidhu        | 481,6  |
| 3     | AUS  | Dina Aspandiyarova | 478,8  |

Datum:
13. Oktober 2010, 12:00 Uhr
Paare
| Platz | Land | Sportler                           | Punkte |
| ----- | ---- | ---------------------------------- | ------ |
| 1     | IND  | Heena Sidhu Annu Raj Singh         | 75921  |
| 2     | AUS  | Dina Aspandiyarova Pamela McKenzie | 75921  |
| 3     | CAN  | Dorothy Ludwig Lynda Hare          | 75914  |

Datum:
12. Oktober 2010, 9:00 Uhr

### Sportpistole 25 Meter
Einzel
| Platz | Land | Sportler      | Punkte |
| ----- | ---- | ------------- | ------ |
| 1     | IND  | Anisa Sayyed  | 786,8  |
| 2     | IND  | Rahi Sarnobat | 781,0  |
| 3     | MAS  | Pei Ng        | 778,2  |

Datum:
6. Oktober 2010, 13:45 Uhr
Paare
| Platz | Land | Sportler                       | Punkte |
| ----- | ---- | ------------------------------ | ------ |
| 1     | IND  | Rahi Sarnobat Anisa Sayyed     | 115640 |
| 2     | AUS  | Lalita Jauhleuskaja Linda Ryan | 114623 |
| 3     | ENG  | Julia Lydall Gorgs Geikie      | 112218 |

Datum:
5. Oktober 2010, 9:00 Uhr

### Luftgewehr 10 Meter
Einzel
| Platz | Land | Sportler  | Punkte |
| ----- | ---- | --------- | ------ |
| 1     | SIN  | Xiang Ser | 501,7  |
| 2     | MAS  | Nur Halim | 497,5  |
| 3     | MAS  | Nur Taibi | 496,9  |

Datum:
10. Oktober 2010, 12:00 Uhr
Paare
| Platz | Land | Sportler                  | Punkte |
| ----- | ---- | ------------------------- | ------ |
| 1     | MAS  | Nur Mohamed Nur Halim     | 79359  |
| 2     | SIN  | Xiang Ser Jian Cheng      | 79052  |
| 3     | IND  | Suma Shirur Kavitha Yadav | 78561  |

Datum:
9. Oktober 2010, 9:00 Uhr

### Sportgewehr Dreistellungskampf 50 Meter
Einzel
| Platz | Land | Sportler              | Punkte |
| ----- | ---- | --------------------- | ------ |
| 1     | AUS  | Alethea Sedgman       | 676,0  |
| 2     | SIN  | Ser Xiang Wei Jasmine | 672,6  |
| 3     | SIN  | Aqilah Binte Sudhir   | 671,3  |

Datum:
7. Oktober 2010, 12:30 Uhr
Paare
| Platz | Land | Sportler                                  | Punkte |
| ----- | ---- | ----------------------------------------- | ------ |
| 1     | SIN  | Aqilah Binte Sudhir Ser Xiang Wei Jasmine | 114944 |
| 2     | IND  | Tejaswini Sawant Lajjakumari Gauswami     | 114338 |
| 3     | SCO  | Kay Copland Jen McIntosh                  | 114241 |

Datum:
5. Oktober 2010, 12:30 Uhr

### Sportgewehr liegend 50 Meter
Einzel
| Platz | Land | Sportler         | Punkte     |
| ----- | ---- | ---------------- | ---------- |
| 1     | SCO  | Jen McIntosh     | 59742 (GR) |
| 2     | IND  | Tejaswini Sawant | 59431      |
| 3     | WAL  | Johanne Brekke   | 59333      |

Datum:
12. Oktober 2010, 9:00 Uhr
Paare
| Platz | Land | Sportler                      | Punkte |
| ----- | ---- | ----------------------------- | ------ |
| 1     | SCO  | Jen McIntosh Kay Copland      | 116960 |
| 2     | ENG  | Michelle Smith Sharon Lee     | 116952 |
| 3     | IND  | Meena Kumari Tejaswini Sawant | 116845 |

Datum:
11. Oktober 2010, 9:00 Uhr

### Wurfscheibe Trap
Einzel
| Platz | Land | Sportler       | Punkte |
| ----- | ---- | -------------- | ------ |
| 1     | ENG  | Anita North    | 93     |
| 2     | SCO  | Shona Marshall | 91     |
| 3     | NAM  | Gaby Ahrens    | 88     |

Datum:
9. Oktober 2010, 16:00 Uhr
Paare
| Platz | Land | Sportler                      | Punkte  |
| ----- | ---- | ----------------------------- | ------- |
| 1     | AUS  | Laetisha Scanlan Stacy Roiall | 93 (GR) |
| 2     | ENG  | Abbey Burton Anita North      | 91      |
| 3     | CAN  | Susan Nattrass Cynthia Meyes  | 90      |

Datum:
8. Oktober 2010, 10:00 Uhr

## Vollkalibergewehr, offen
Einzel
| Platz | Land | Sportler      | Punkte       |
| ----- | ---- | ------------- | ------------ |
| 1     | ENG  | Parag Patel   | 396-42v (GR) |
| 2     | AUS  | James Corbett | 395-40v      |
| 3     | NIR  | David Calvert | 393-35v      |

Datum:
13. Oktober 2010, 13:00 Uhr
Paare
| Platz | Land | Sportler                   | Punkte       |
| ----- | ---- | -------------------------- | ------------ |
| 1     | NZL  | Mike Collings John Snowden | 588-53v (GR) |
| 2     | SCO  | Angus McLeod Ian Shaw      | 587-46v      |
| 3     | ENG  | Jon Underwood Parag Patel  | 584-48v      |

Datum:
13. Oktober 2010, 10:00 Uhr

## Medaillenspiegel
| Platz | Land                | Gold | Silber | Bronze | Gesamt |
| ----- | ------------------- | ---- | ------ | ------ | ------ |
| 1     | Indien              | 14   | 11     | 5      | 30     |
| 2     | England             | 6    | 6      | 7      | 19     |
| 3     | Singapur            | 5    | 4      | 5      | 14     |
| 4     | Schottland          | 4    | 3      | 2      | 9      |
| 5     | Australien          | 3    | 5      | 4      | 7      |
| 6     | Malaysia            | 2    | 3      | 3      | 8      |
| 7     | Zypern              | 1    | 1      | 1      | 3      |
| 8     | Neuseeland          | 1    | 1      | -      | 2      |
| 9     | Kanada              | -    | 1      | 2      | 3      |
| 10    | Trinidad und Tobago | -    | 1      | 1      | 2      |
| 11    | Nordirland          | -    | -      | 2      | 2      |
| 12    | Bangladesch         | -    | -      | 1      | 1      |
| 12    | Isle of Man         | -    | -      | 1      | 1      |
| 12    | Namibia             | -    | -      | 1      | 1      |
| 12    | Wales               | -    | -      | 1      | 1      |